# Henson Gletscher
Henson Gletscher är en glaciär i Grönland (Kungariket Danmark). Den ligger i den norra delen av Grönland, 2 000 km norr om huvudstaden Nuuk. Henson Gletscher ligger 5 meter över havet.
Terrängen runt Henson Gletscher är kuperad åt sydväst, men åt nordost är den bergig. Havet är nära Henson Gletscher norrut.  Trakten runt Henson Gletscher är nära nog obefolkad, med mindre än två invånare per kvadratkilometer. Det finns inga samhällen i närheten. Trakten runt Henson Gletscher är permanent täckt av is och snö.